# Anahita

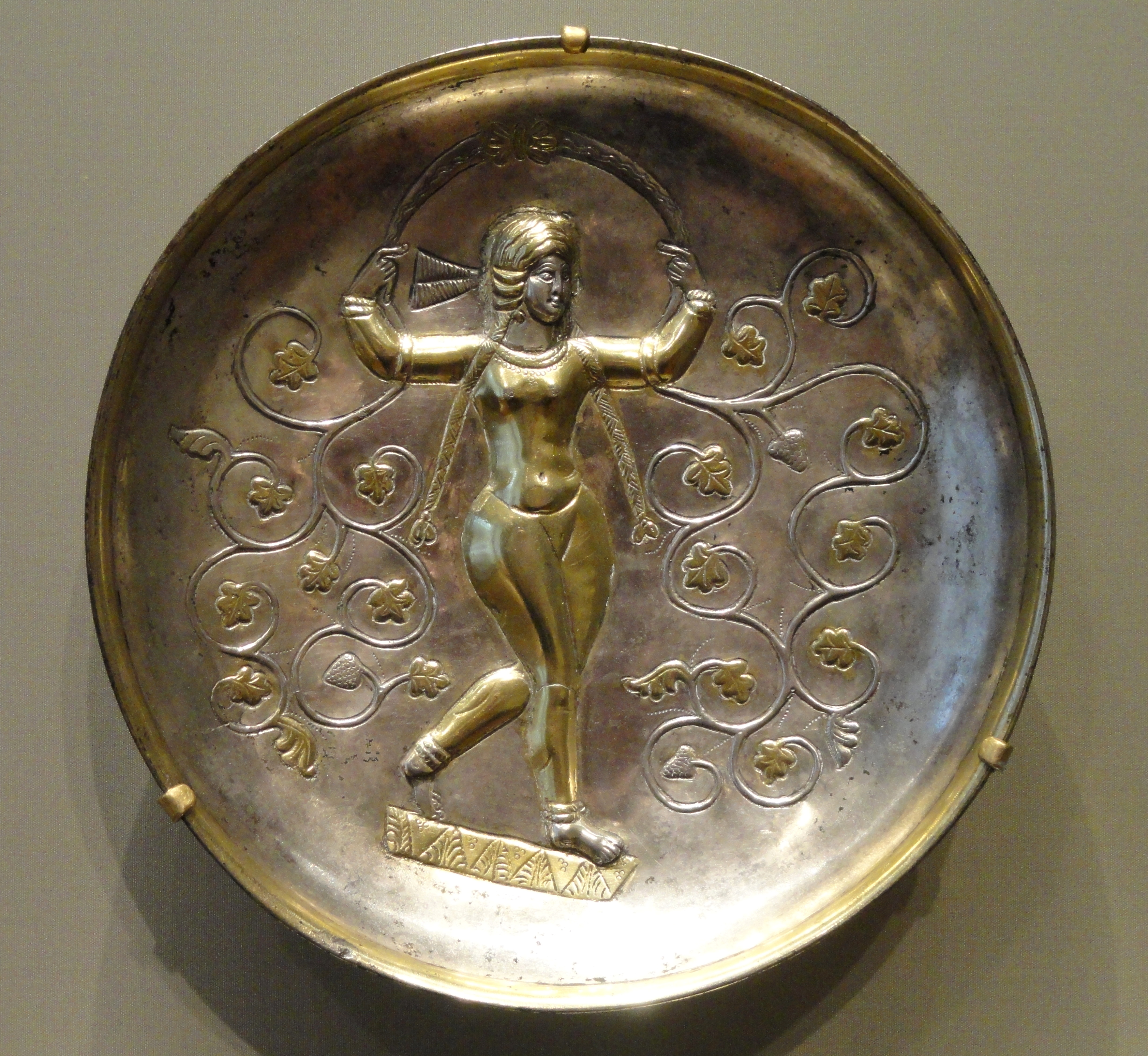
Anahita.

Anahita ("obefläckad") var en fornpersisk fruktbarhetsgudinna som är knuten till vattnen, därför kallas hon även Apam Napat.
Anahita har en stark relation till vatten, särskilt till den livgivande floden som strömmar ner från det mytiska berget Hara Barazaiti (Alborz) och som gav vatten till åkrar, djur och människor. Hennes heliga djur var bävern, vars päls hon klädde sig i. 
Anahita tillägnas en lång hymn (yasht) i hymnsamlingen Yashterna i zoroastrismens heliga textsamling, Avesta. Yashterna innehåller delar från forniransk religion före Zarathustra, zoroastrismens grundare. I Avesta beskrivs hon som den våta, kraftiga och obefläckade, och hon kan möjligen vara en sammansmältning av två separata gudinnor.
Kulten av Anahita stärktes av kung Artaxerxes II (ca 404–357 f.Kr.) som såg till att hon dyrkades över hela det persiska riket. Han lät bygga tempel och statyer till hennes ära. Folk i Mindre Asien fortsatte länge att dyrka Anahita och hon sågs som den persiska Artemis eller Diana Persica, I Grekland identifierades hon också med Athena, förutom Artemis.
Asteroiden 270 Anahita har uppkallats efter henne.